# Río Saija
Le río Saija est un fleuve de Colombie.

## Géographie
Le río Saija prend sa source sur le versant ouest de la cordillère Occidentale, dans le département de Cauca. Il coule ensuite vers le nord puis le nord-ouest, passe à proximité de la ville de Timbiquí avant de se jeter dans l'océan Pacifique.
La totalité du cours du río Saija est situé dans la municipalité de Timbiquí.